# Das Geheimnis von Schloß Ronay
Das Geheimnis von Schloß Ronay è un film muto del 1922 diretto da Erik Lund

## Produzione
Il film fu prodotto dalla Orbis-Film AG (München).

## Distribuzione
In Germania uscì vietato ai minori, con il visto di censura B.05198 in data 26 gennaio 1922.